# 리버티 벨런스를 쏜 사나이
《리버티 벨런스를 쏜 사나이》(Un tiro en la noche , The Man Who Shot Liberty Valance )는 미국에서 제작된 존 포드 감독의 1962년 서부 영화이다. 존 웨인 등이 주연으로 출연하였고 존 포드 등이 제작에 참여하였다.

## 줄거리
20세기 초, 미국 상원의원 랜섬 "랜스" 스토더드와 그의 아내 할리는 톰 도니폰의 장례식에 참석하기 위해 이름 없는 미국 서부 주의 개척 도시인 신본에 도착한다. 지역 신문 기자가 왜 상원의원이 가난한 목장주의 장례식에 참석하는지 묻자, 스토더드는 25년 전으로 거슬러 올라가는 이야기로 답한다.
당시 편입되지 않은 영토에 젊은 변호사로 들어선 랜스는 악명 높은 무법자 리버티 밸런스와 그의 갱단에게 구타당하고 강도를 당한다. 톰 도니폰과 그의 일꾼 폼페이는 랜스를 발견하고 그를 신본으로 데려가고, 그곳에서 톰의 여자친구 할리가 그의 상처를 치료해준다. 랜스는 밸런스가 신본과 주변 지역을 자주 괴롭히는데, 이는 지역 보안관인 링크 애플야드가 너무 겁이 많아 그를 막지 못하기 때문이라는 것을 알게 된다. 톰은 밸런스가 오직 폭력만을 이해한다고 말하지만, 랜스는 법을 통해 밸런스를 정의의 심판대에 세우기로 결심한다.
자신의 개업을 시작하면서 랜스는 할리가 일하는 피터 에릭슨의 스테이크하우스에서 버스를 타고 테이블을 정리하며 신본 스타 신문 편집장인 더튼 피바디와 친구가 된다. 할리가 글을 모른다는 것을 알게 된 랜스는 신문사 사무실 뒤편에 어린이와 성인을 위한 학교를 연다. 그는 또한 밸런스가 식당에서 그를 괴롭힌 후 피바디의 낡은 총으로 연습을 시작한다. 할리는 톰에게 랜스의 총 연습에 대해 말한다. 톰은 랜스를 자신의 목장으로 데려가 사격 레슨을 해주고, 할리와의 결혼을 위해 계획된 개조 작업을 보여주며 랜스에게 그 의도를 분명히 밝힌다. 레슨 도중 그는 랜스의 머리 위로 페인트 통을 쏘아 옷을 더럽히는 속임수를 쓰고, 밸런스에게서도 같은 종류의 속임수를 예상할 수 있다고 말한다. 랜스는 화를 내며 톰을 때리고 떠난다.
신본의 남자들은 곧 있을 주도에서 열릴 주 승격 협의회에 두 명의 대표를 선출하기 위해 모인다. 톰은 랜스의 지명을 거부하고, 결국 랜스와 피바디가 선출된다. 주 승격에 반대하는 목축업자들에게 고용된 밸런스는 유권자들을 협박하여 자신을 선출하게 하려 하지만 실패한다. 밸런스는 랜스에게 총격전을 신청한다. 톰은 랜스가 마을을 떠나는 것을 도와주겠다고 제안하지만 랜스는 완강히 거부한다.
그날 저녁, 밸런스와 그의 갱단은 신문사 사무실을 파괴하고, 밸런스가 지역 농부를 살해한 것을 보도했다는 이유로 피바디에게 심한 부상을 입힌다. 랜스는 무장하고 밸런스를 뒤쫓는다. 술에 취한 밸런스조차 랜스에게 쉽게 상처를 입히고 무장 해제시킨 다음 그를 죽일 준비를 한다. 랜스는 총을 다시 집어 들고 쏘아 밸런스는 죽는다. 랜스는 에릭슨의 집으로 돌아오고, 할리가 그의 상처 입은 팔을 치료해준다. 톰이 들어와 할리가 랜스의 상처를 돌보는 모습을 보며 랜스에 대한 그녀의 애정을 알게 된다. 그는 술에 취해 애플야드를 강제로 시켜 밸런스의 부하들을 마을 밖으로 쫓아낸다. 할리와의 결혼을 위해 계획했던 미완성 집 개조를 보며 톰은 자신의 집에 불을 지르고 불길 속에서 죽으려 한다. 폼페이가 그와 가축들을 구한다.
지역 협의회에서 랜스는 의회 대표로 지명되지만, 목축업자 대표가 그가 한 남자를 살해하여 경력을 쌓았다고 비난하자 사퇴한다. 톰이 도착하고, 중첩된 회상 속에서 랜스에게 밸런스를 죽인 것은 자신이었다고 설명한다. 랜스가 밸런스를 이길 수 없다는 것을 알았기 때문에 톰은 랜스가 총을 쏘는 동시에 폼페이의 소총으로 밸런스를 쏘았다. 톰은 랜스에게 할리를 위해 지명을 수락하라고 격려한 후 조용히 협의회장을 떠난다.
현재, 랜스의 정치적 성취들 – 주지사, 상원의원, 영국 대사, 그리고 곧 있을 선거에서 부통령 후보 가능성 – 이 지난 세월을 채운다. 신문 편집장은 이 이야기를 출판하면 랜스의 유산이 망가질 것이라고 판단하여 기자의 노트를 불태우고, 랜스가 톰의 장례식을 진행하도록 남겨둔다. 랜스가 이유를 묻자 편집장은 "전설이 사실이 될 때, 전설을 인쇄하라"고 말한다.
워싱턴 D.C.로 돌아오는 길에 랜스는 신본으로 은퇴할 것을 고려하고, 할리는 기뻐한다. 그녀는 톰이 할리가 좋아한다는 것을 알았던 선인장 장미를 톰의 관에 놓았다고 인정한다. 랜스가 기차 차장에게 철도 서비스에 감사하다고 말하자 차장은 "리버티 밸런스를 쏜 사람에게는 아무것도 아까울 것이 없다!"고 답한다.

## 출연

### 주연
- 존 웨인
- 제임스 스튜어트

### 조연
- 베라 마일즈
- 리 마빈
- 에드먼드 오브라이언
- 앤디 데빈
- 켄 머레이
- 존 캐러딘
- 자넷 놀런
- 존 쿠알른
- 윌리스 부쉐이
- 카리턴 영
- 우디 스트로드
- 덴버 파일
- 스트로더 마틴
- 리 밴 클리프
- 로버트 F. 사이몬
- O.Z. 화이트헤드
- 폴 버치
- 조셉 후버
- 찰스 앳킨스
- 마리오 아티가
- 거트루드 애스터
- 대니 보제이지
- 로버트 도너
- 래리 핀리
- 셔그 피셔
- 듀크 피쉬먼
- 샘 해리스
- 척 헤이워드
- 윌리엄 헨리
- 얼 호드긴스
- 스튜어트 홈즈
- 잭 케니
- 안나 리
- 재클린 말로프
- 테드 마페스
- 밥 모건
- 찰스 모턴
- 에바 노박
- 잭 페닉
- 도로시 필립스
- 척 로버슨
- 버디 루즈벨트
- 찰스 실
- 톰 스미스
- 슬림 탤봇
- 랠프 볼키
- 맥스 와그너
- 블래키 화이트포드
- 잭 윌리엄스

## 기타
- 세트: 샘 코머
- 세트: 다렐 실베라
- 의상: 에디스 헤드
- 의상: 론 탤스키